# Мантика, Франческо
Франческо Мантика (итал. Francesco Mantica; 17 сентября 1727, Рим, Папская область — 13 апреля 1802, Рим, Папская область) — итальянский куриальный кардинал. Префект Священной Конгрегации вод с 1 июля 1785 по 13 апреля 1802. Кардинал-священник с 23 февраля 1801, с титулом церкви Санта-Приска с 20 июля 1801 по 13 апреля 1802.